# Административное деление Улан-Удэ

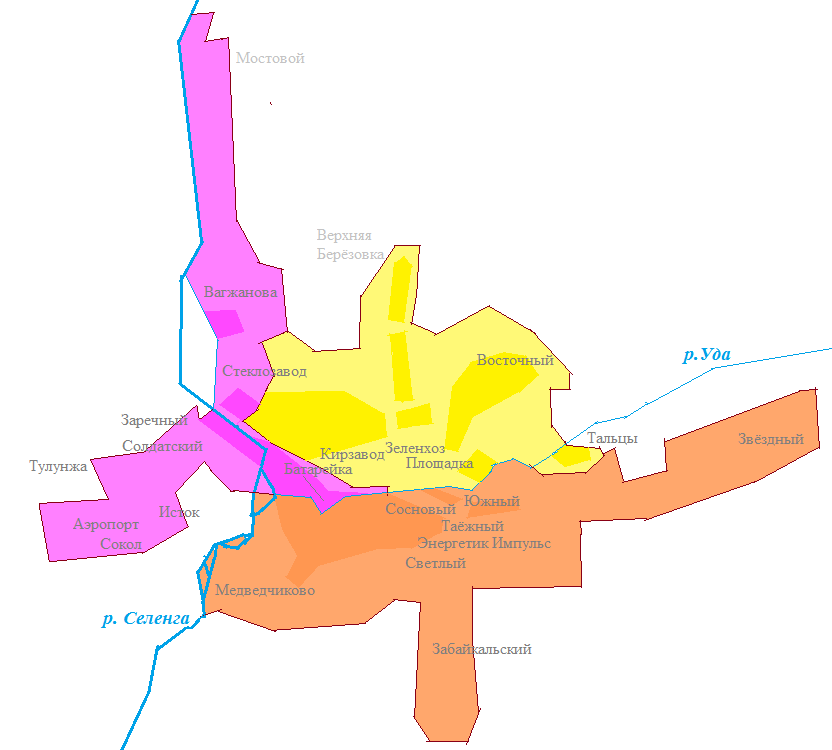
Районы города Улан-Удэ
Железнодорожный
Октябрьский
Советский

Город Улан-Удэ, столица Республики Бурятия, разделён на 3 городских района.
В рамках административно-территориального устройства Бурятии, Улан-Удэ является городом республиканского значения; в рамках муниципального устройства он образует муниципальное образование город Улан-Удэ со статусом городского округа как единственный населённый пункт в его составе.
Городские районы и входящие в их состав микрорайоны и посёлки не являются муниципальными образованиями.

## Районы
| № | Район           | Площадь, км² | Население, чел. (2024) | Код ОКАТО  |
| - | --------------- | ------------ | ---------------------- | ---------- |
| 1 | Железнодорожный | 141,63       | ↘142 158               | 81 401 365 |
| 2 | Октябрьский     | 202,25       | ↘204 615               | 81 401 368 |
| 3 | Советский       | 91,6         | ↘88 978                | 81 401 373 |

Железнодорожный район включает в себя северный (правый) берег реки Уды, Октябрьский район — южный (левый) берег реки Уды, Советский район — левый (западный) берег реки Селенги, а также историческую (центральную) часть и «периферийные» земли на северо-западе на правом (восточном) берегу реки Селенги.

## Микрорайоны и посёлки
В составе городских районов условно выделяют микрорайоны и посёлки в черте города:
| Железнодорожный район - Аршан - Верхняя Берёзовка - Восточный - Гавань - Загорск - Зеленхоз - Зелёный - Кирзавод - Кумыска - Ленина - Лысая Гора - Матросова - Мостовой - Новый Зелёный - Орешкова - Площадка - Полигон - Солнечный - Шишковка | Октябрьский район - Горького - Забайкальский - Звёздный - Зерногородок - Импульс - Комушка - Медведчиково - Мелькомбинат - Мясокомбинат - Никольский - Новая Комушка - Октябрьский - Радужный - Светлый - Силикатный - Сокольники - Сосновый - Сосновый Бор - Таёжный - Тальцы - Тепловик - Энергетик - Южный | Советский район - Аэропорт - Батарейка - Вагжанова - Заречный - Исток - Лазо - Левый берег - Сокол - Солдатский - Стеклозавод - Степной - Тулунжа |

## История
Постановлением Президиума ВЦИК от 25 марта 1938 года в городе Улан-Удэ были образованы 3 района: Городской, Пригородный и Железнодорожный. Указом Президиума Верховного Совета РСФСР от 20 июня 1957 года Городской район был переименован в Советский, Пригородный район — в Октябрьский.
Административные преобразования, связанные с Улан-Удэнским горсоветом:
- 27 июля 1960 года населённый пункт село Степной передан в Иволгинский аймак.
- 3 декабря 1960 года Улан-Удэнскому горсовету переданы Гурульбинский и Иволгинский сельсоветы упразднённого Иволгинского аймака.
- 12 декабря 1964 года населённый пункт Заречный передан в Иволгинский аймак.
- 22 марта 1968 года посёлки Сокол и Солдатский из Улан-Удэнского аймака переданы в Улан-Удэнский горсовет[6].
- 5 октября 1971 года посёлок Забайкальский передан из административного подчинения Октябрьского района города Улан-Удэ в Улан-Удэнский аймак[6].
- 9 ноября 1983 года населённый пункт Заречный отнесён к категории рабочих посёлков и передан из Улан-Удэнского района в Улан-Удэнский горсовет[6].
- 23 марта 1987 года посёлок станции Мостовой из Иволгинского района передан в административное подчинение Железнодорожному районному совету города Улан-Удэ.
- 14 октября 1991 года посёлок Забайкальский из Тарбагатайского района передан в Улан-Удэнский горсовет[6].
- 17 апреля 1992 года сёла Исток и Степной из состава Иволгинского района переданы в Улан-Удэнский горсовет.
- 14 декабря 1993 года зарегистрирован вновь возникший населённый пункт: посёлок Тулунжа.
- 9 марта 2010 года к Советскому району города Улан-Удэ присоединены посёлки городского типа: Заречный и Сокол, а также сельские населённые пункты — посёлки Солдатский и Тулунжа, сёла Исток и Степной; к Железнодорожному району города Улан-Удэ присоединён сельский населённый пункт: посёлок станции Мостовой; к Октябрьскому району города Улан-Удэ присоединён сельский населённый пункт: посёлок Забайкальский.